# Miseur
Un miseur, dans les villes bretonnes de la fin du Moyen Âge et de l'Ancien Régime, est un comptable chargé des comptes municipaux, aussi appelés comptes des miseurs. D'après Jean-Pierre Leguay, on trouve à partir du XVe siècle un miseur dans les villes de Nantes, Lamballe, Vitré, Quimper, Vannes, et surtout Rennes. D'après Alain Gallicé, il est fait mention d'un miseur à Guérande en 1454.

## Les miseurs de Rennes
Rennes est non seulement la ville à utiliser le plus tôt les services des miseurs, mais aussi celle qui en emploie le plus : elle en a généralement deux à la fois, voire plus lors de grands travaux telle que l'édification des remparts de Rennes.
De plus, les comptes des miseurs de 1418 à la fin du XVIIIe siècle sont toujours conservés aux archives municipales.
Outre la perception et la gestion des revenus municipaux, les miseurs ont également la charge de la direction des travaux, ainsi que l'attribution des fermes des impôts.

## Sources
- Jean-Pierre Leguay, La ville de Rennes au XVe siècle à travers les comptes des miseurs, C. Klincksieck, 1969
- Alain Gallicé, Guérande au Moyen Âge, Presses Universitaires de Rennes, 2003 (lire en ligne)
- Camille Guyot, Transcription et analyse des comptes des miseurs de la ville de Quimper au XVe siècle, mémoire de première année de Master IPH déposé au CRBC, 2013